# Glenea flavocincta
Glenea flavocincta är en skalbaggsart som beskrevs av Charles Joseph Gahan 1889. Glenea flavocincta ingår i släktet Glenea och familjen långhorningar.
Artens utbredningsområde är Myanmar. Inga underarter finns listade i Catalogue of Life.